# 舍夫琴科韋區

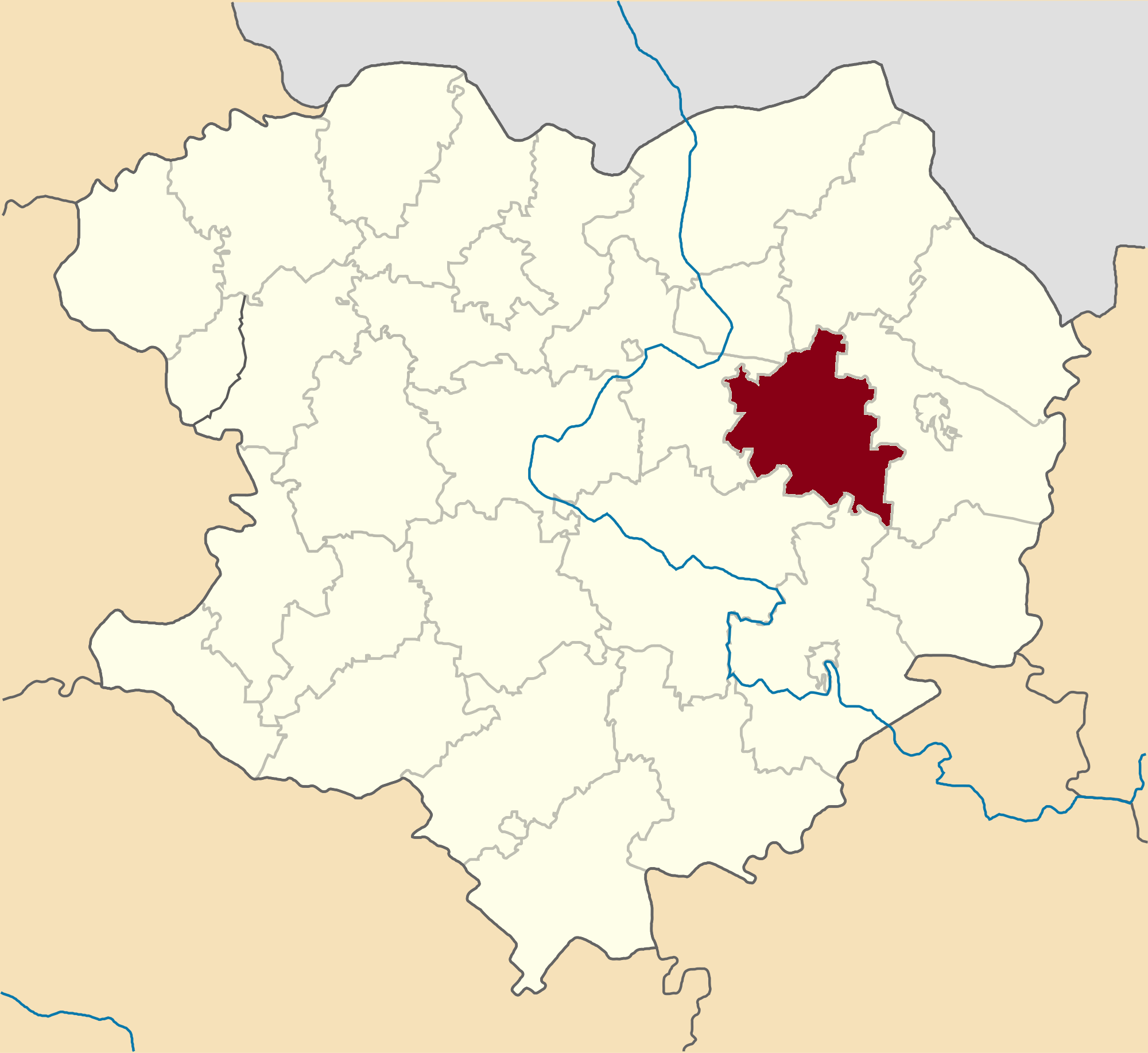

舍夫琴科韋區（烏克蘭語：Шевченківський район），曾是烏克蘭的一個區，位於該國東部，由哈爾科夫州負責管轄，首府設於舍夫琴科韋，面積977平方公里，2013年人口20,965，人口密度每平方公里21.46人。
该区在2020年7月18日的乌克兰行政区划改革中被撤销，改革后哈爾科夫州下分为7个区，舍夫琴科韋區合并至庫皮揚斯克區。